# Hermann Scheer (Politiker, 1855)
Hermann Karl August Löwenstein, ab dem 8. April 1885 Hermann Karl August Scheer, (* 8. Dezember 1855 in Jever; † 20. Februar 1928 in Oldenburg) war ein deutscher Verwaltungsjurist sowie Außen- und Innenminister des Großherzogtums Oldenburg.

## Leben
Scheer war der Sohn des vom jüdischen Glauben zum Christentum konvertierten Arztes Moritz Löwenstein (1816–1875) und dessen Ehefrau Johanna Sophie Juliane geb. Scheer (1822–1885), der Tochter des Anwalts am Obergericht Jever Johann Anton Scheer (1787–1849). Mit Genehmigung des Großherzogs nahm er 1885 den Familiennamen der Mutter an, der sonst ausgestorben wäre. Väterlicherseits bestand eine Verwandtschaft zu Erich Koch-Weser.
Scheer besuchte das Mariengymnasium Jever und studierte von 1875 bis 1878  Jura an den Universitäten München, Leipzig und Berlin. Er trat nach dem juristischen Vorbereitungsdienst 1880 in den oldenburgischen Staatsdienst und wurde zunächst Auditor in Jever, später in Birkenfeld im zu Oldenburg gehörenden Fürstentum Birkenfeld. 1883 wurde er als Sekretär dem Departement des Innern zugeteilt und noch im selben Jahr zum Amtsassessor ernannt. Vier Jahre später kam er als Amtshauptmann nach Brake. 1894 wechselte er zum Amt Varel.
Nach zwei Jahren wurde Scheer Vortragenden Rat im Staatsministerium des Großherzogtums mit dem Titel eines Regierungsrats. Unter anderem war er für das Referat für Schifffahrtswesen zuständig.
In der Regierung unter Staatsminister Friedrich Ruhstrat wurde Scheer am 18. August 1908 zum Minister ernannt und übernahm die Departements des Innern, des Äußeren sowie des großherzoglichen Hauses. Auch in der 1916 nach Ruhstrats Tod ernannten Regierung unter dessen Vetter Franz Friedrich Ruhstrat behielt er diese Posten. Politisch war Scheer den gemäßigten Konservativen zuzurechnen. Ende Oktober 1918 sprach er sich gemeinsam mit Otto Graepel gegen eine parlamentarische Regierung aus. Nach Kriegsende und während der Ereignisse der Novemberrevolution fügte er sich aber rasch dem Druck der Lage, akzeptierte die notwendigen Verfassungsänderungen und war ab dem 11. November 1918 als parteiloser Fachminister auch Teil des oldenburgischen Landesdirektoriums, das nach der Abdankung des Großherzogs als provisorische Regierung fungierte. Ab Juni 1919 war Scheer als stellvertretender Bevollmächtigter beim Staatenausschuss und später in gleicher Funktion beim Reichsrat in Berlin Mitglied der Ländervertretungen für Gesetzgebung und Verwaltung in der Weimarer Republik. Am 21. September 1924 trat er in den Ruhestand.
1927 gab er gemeinsam mit Eduard Niebour, dem ehemaligen Präsidenten des Oberlandesgerichts Oldenburg, als Aktualisierung einer veralteten Gesetzessammlung eine 4-bändige Sammlung der im Oldenburger Land geltenden Gesetze für den Zeitraum von 1813 bis 1926 heraus.

## Familie
Scheer war verheiratet mit Amalie geb. Graepel (1858–1928), der Tochter des Kaufmanns Johann Gustav Balduin Graepel und der Anna Helene geb. Lüken. Das Ehepaar hatte zwei Kinder, von denen der Sohn Hermann Gustav (* 1886) später Oberregierungsrat wurde.

## Veröffentlichungen
- Die Herrschaft Jever unter Anhalt-Zerbstischer Verwaltung. In: OJb, 29, 1925, S. 202–215;
- Sammlung der im Landesteil Oldenburg geltenden Gesetze, Verordnungen und Bekanntmachungen aus den Jahren 1813 bis ein schließlich 1926. Zusammengestellt von Hermann Scheer und Eduard Niebour, 4 Bände, Oldenburg 1927.